# Gnarkill
Gli Gnarkill sono una band statunitense fondata dalle due menti dietro alla serie di video CKY Bam Margera (alle tastiere) e Brandon DiCamillo (alla voce) insieme a Jess Margera (alla batteria, già componente dei CKY). Il resto della formazione è composto da Rich Vose alla chitarra e Matt Cole al mixer. La musica del gruppo è stata usata nel film di Bam Margera, Haggard: The Movie, in CKY4 e in alcune puntate di Viva La Bam.

## Le origini
Nel film del 2002 di Bam Margera Haggard: The Movie, il personaggio Hellboy (interpretato da Rake Yohn, altro membro della crew di CKY) acclama gli Gnarkill (nome puramente inventato per un gruppo inesistente) come il migliore gruppo del mondo.
Dopo la pubblicazione in tutto il mondo del film, Bam ricevette migliaia di lettere ed email nelle quali i fans richiedevano dove si potesse trovare materiale del gruppo, grazie anche all'identificazione degli Gnarkill con il gruppo col quale Brandon DiCamillo si esibisce brevemente alla fine del film, con una canzone soprannominata Handicapped Handjob dai fan.
Allora, non riuscendo a credere che così tante persone avessero creduto nell'esistenza del gruppo, col fratello Jess e con l'amico Brandon DiCamillo decisero di fondare il gruppo.

## Dal vinile al primo album
In due settimane nel 2002 registrarono 9 pezzi utilizzando due microfoni ed un registratore a 4 tracce. Tutto il materiale venne registrato rigorosamente al mattino, dopo nottate a casa di Bam e Jess dedite all'alcol.
Nel 2002 venne stampato in 1000 copie il loro primo vinile, con in copertina un teschio giallo, la cui maggior parte venne distrutta nel crollo del tetto del Transition Store. I possessori delle poche copie vendute (circa 20, secondo Jess) vendettero le loro copie ad alto prezzo.
Il 1º agosto 2003 viene pubblicato per la 10/90 Records Gnarkill che vende 500 000 copie.

## Gnarkill vs. Unkle Matt & The Shitbirdz e il futuro terzo album
Dopo tre anni dal debutto degli Gnarkill, approfittando del momento di pausa di Bam e di Brandon e della pausa del tour dei CKY, il gruppo decise (dopo l'acquisto di un'attrezzatura migliore per la registrazione) di produrre un altro album insieme allo zio di Bam e Jess (già artista Glam metal alla fine degli anni 80) Unkle Matt & The Shitbirdz sotto la sua etichetta, la Shittybirdz Rekitz.
Il disco spazia da pezzi metal a canzoni accompagnate dal piano, includendo la voce di Unkle Matt e di altri amici e parenti (tra cui Rake Yohn e un altro zio di Bam e Jess, Don Vito). Il 16 maggio 2006 viene pubblicato Gnarkill vs. Unkle Matt & the Shitbirdz.
Il titolo del nuovo album, che verrà pubblicato solo su iTunes e non su CD, dovrebbe essere Ten Gallons of Fuck You Juice oppure Gnarkill III e Brandon DiCamillo dovrebbe aver già registrato quattro canzoni. Voci dicono anche che Chad Ginsburg dei CKY suonerà un pezzo di chitarra nel nuovo album.

## Discografia
- 2003 - Gnarkill
- 2006 - Gnarkill vs. Unkle Matt & the Shitbirdz

## Videografia
Gli unici due video del gruppo sono inclusi nel film CKY4.
- 2002 - Mustard Man
- 2002 - Skeletor vs. Beastman